# Juliet Mitchell
Juliet Mitchell (Christchurch, 4 ottobre 1940) è una psicologa britannica.

## Primi anni
Mitchell è nata a Christchurch, in Nuova Zelanda, nel 1940, per poi trasferirsi in Inghilterra nel 1944, dove rimase con i nonni nelle Midlands. Ha frequentato il St Anne's College di Oxford, dove si è laureata in inglese nel 1962, oltre a svolgere un lavoro post laurea. Ha insegnato letteratura inglese dal 1962 al 1970 presso la Leeds University e la Reading University. Per tutti gli anni '60 è stata attiva nella politica di sinistra ed è stata nel comitato editoriale della rivista New Left Review.

## Carriera

### Women: The Longest Revolution
Mitchell ha attirato immediatamente l'attenzione dei media con il suo articolo rivoluzionario Women: The Longest Revolution nel New Left Review (1966), una sintesi originale di Simone de Beauvoir, Frederich Engels, Viola Klein, Betty Friedan e altri analisti sull'oppressione delle donne.

### Il Cambridge University Center for Gender Studies
È professoressa di psicoanalisi al Jesus College, Cambridge e ha fondato il Center for Gender Studies presso l'Università di Cambridge. Nel 2010 è stata nominata direttrice della Expanded Doctoral School in Psychoanalytic Studies presso la Psychoanalysis Unit of University College London (UCL).

### Psicoanalisi e femminismo
Mitchell è meglio conosciuta per il suo libro Psychoanalysis and Feminism: Freud, Reich, Laing and Women (1974), in cui cercava di conciliare psicoanalisi e femminismo in un momento in cui molti li consideravano incompatibili. Peter Gay lo considerava "il contributo più gratificante e responsabile" al dibattito femminista su Freud, sia riconoscendo che elevandosi oltre lo sciovinismo maschile di Freud nella sua analisi. Mitchell vedeva la visione asimmetrica di Freud della mascolinità e della femminilità come un riflesso delle realtà della cultura patriarcale e cercò di usare la sua critica della femminilità per criticare il patriarcato stesso. Insistendo sull'utilità di Freud (in particolare in una lettura lacaniana) per il femminismo, ha aperto la strada a un ulteriore lavoro critico sulla psicoanalisi e sul genere. Dal 1993 al 1999 è stata professoressa alla Andrew Dickson White alla Cornell University.

### Educazione dei figli
Una parte sostanziale della tesi di Psychoanalysis and Feminism è che il marxismo fornisce un modello all'interno del quale potrebbero verificarsi strutture non patriarcali per l'educazione dei figli. La mancanza del "romanticismo familiare" rimuoverebbe il complesso di Edipo dallo sviluppo di un bambino, liberando così le donne dalle conseguenze dell'invidia del pene e dalla sensazione di essere castrate che Mitchell sostiene sia la causa principale dell'accettazione delle donne come essere inferiori. Secondo Mitchell, i bambini sono socializzati in ruoli di genere appropriati, quindi le donne crescono ugualmente socializzate fino a diventare le custodi delle loro famiglie.

### Sessualità femminile
Nella sua introduzione a Jacques Lacan sulla sessualità femminile, Mitchell sottolinea che "nel Freud che Lacan usa, né l'inconscio né la sessualità ... [sono] fatti pre-dati, sono costruzioni, cioè sono oggetti con storie".

## Opere

### Monografie
- Woman's Estate, Harmondsworth, Penguin, 1971, ISBN 9780140214253.
- Psychoanalysis and Feminism: Freud, Reich, Laing, and Women, New York, Pantheon Books, 1974, ISBN 9780394474724.
- Women, the Longest Revolution, New York City, Pantheon Books, 1984, ISBN 9780394725741.
- Mad Men and Medusas: Reclaiming Hysteria, New York City, Basic Books, 2000, ISBN 9780465046133.
- Siblings: Sex and Violence, Cambridge, UK Malden, Massachusetts, Polity Press, 2003, ISBN 9780745632216.

### Curatele
- Juliet Mitchell e Ann Oakley, The Rights and Wrongs of Women, Harmondsworth New York, Penguin, 1976, ISBN 9780140216165.
- Juliet (editor) Mitchell, Jacques (author) Lacan e Jacqueline (translator and editor) Rose, Feminine Sexuality: Jacques Lacan and the école freudienne, New York, London, Pantheon Books W. W. Norton, 1985, ISBN 9780393302110.
- Juliet Mitchell e Ann Oakley, What is Feminism?, Oxford, UK, Basil Blackwell, 1986, ISBN 9780631148432.
- Juliet (editor) Mitchell e Melanie (author) Klein, The Selected Melanie Klein, New York, Free Press, 1987, ISBN 9780029214817.
- Juliet Mitchell e Ann Oakley, Who's Afraid of Feminism?: seeing through the backlash, New York, New Press Distributed by W. W. Norton, 1997, ISBN 9781565843851.